# Морозовский химический завод
АО «Морозовский химический завод» — российский производитель лаков и красок. Градообразующее предприятие посёлка имени Морозова — (Посёлок имени Морозова, улица Чекалова, дом 3), выпускает антикоррозионные покрытия, лаки и краски.

## История
Морозовский химический завод является бывшим 3 цехом одного из ведущих предприятий оборонного комплекса страны ГУП завода им. Морозова. История предприятия ведется с 14 августа 1884 года, когда «Русским акционерным обществом для выделки и продажи пороха» был основан Шлиссельбургский Пороховой завод. В дореволюционный период завод занимался выпуском дымных порохов различных марок и бездымных пироксилиновых порохов для охотничьих целей и развивающейся в России горнорудной промышленности. С самого основания руководство завода было нацелено на освоение инновационных передовых технологий и продуктов. Например, впервые в России на Шлиссельбургском Пороховом заводе было начато производство динамита.
В 1958 году постановлением Ленсовнархоза на заводе был создан вначале экспериментальный цех по производству промышленных антикоррозионных лакокрасочных материалов, а затем, в 1959 году на заводе было организовано опытное производство, на котором производилась отработка рецептуры и технологического процесса производства специальных композиций для военно-промышленного комплекса. Завод совместно с институтом химии силикатов им. И.В. Гребенщикова приступил к отработке производства кремнийорганических составов, затем было принято решение развернуть промышленное производство органо-силикатных материалов (ОСМ). За создание серийного производства этих материалов двое работников завода, Борис Николаевич Долгов и его ученик Харитонов Н.П., стали лауреатами Государственной премии. Первоначально отрабатывалась рецептура термостойкой композиции марки В-58 (ОС-82-01 зелёная), затем были разработаны композиции АС-8а (ОС-51-03 зелёная), ВН-30 (ОС-12-01 зелёная), объём их изготовления составлял десятки килограммов. Сами материалы получили название органосиликатных (ОСК).
В течение времени на заводе разрабатывали новые рецептуры термостойких, электроизоляционных, химически стойких, атмосферостойких композиций и в 70-х годах начали создаваться основные мощности для их производства. В 80-е годы объёмы производства ОСК превысили 10 тысяч тонн в год. Была расширена номенклатура выпускаемой продукции, наряду со специальными марками разрабатывались композиции для строительства и в качестве товаров народного потребления. В 1984 году к своему 100-летию завод был награждён орденом Октябрьской Революции.
В 2003 году цех № 3 был выделен в ЗАО «Морозовский химический завод», основной продукцией которого стали промышленные лакокрасочные материалы имеющие высокую атмосферостойкость, коррозионную стойкость, цвето- и светостойкость, термостойкость, высокую адгезию и прочность на удар.[значимость факта?]
С 2009 года Морозовский химический завод стал производить свои материалы на основе полисилоксанов под зарегистрированным названием «Армокот».
Основными потребителями материалов МХЗ являются Ленэнерго, Ижорский завод, Метроподземстрой, Транснефтемаш, Белспецэнерго, Калужский электромеханический завод, Северсталь, Лукойл, Уральская горно-металлургическая компания, Уралкалий, Норникель, объекты Газпрома.